# رودي جستيد
رودي جستيد (بالفرنسية: Rudy Gestede)‏ وهو لاعب كرة قدم فرنسي بينيني في مركز الهجوم ولد في يوم 10 أكتوبر 1988 في قرية إيسي ليس نانسي في فرنسا، يلعب جستيد حالياً مع نادي بلاكبيرن روفرز في إنجلترا وسبق له اللعب مع نادي كارديف سيتي ونادي كان ونادي متز لكرة القدم ويبلغ طول اللاعب 193 سم.

## روابط خارجية
- رودي جستيد على موقع قاعدة بيانات كرة القدم.إي يو (الإنجليزية)
- رودي جستيد على موقع ليكيب (الفرنسية)
- رودي جستيد على موقع ناشيونال فوتبول تيمز (الإنجليزية)
- رودي جستيد على موقع Soccerbase.com (لاعب) (الإنجليزية)
- رودي جستيد على موقع Soccerway.com (الإنجليزية)
- رودي جستيد على موقع عالم كرة القدم.نت (الإنجليزية)
- رودي جستيد على موقع AS.com (الإسبانية)